# Chilometro zero (geografia)

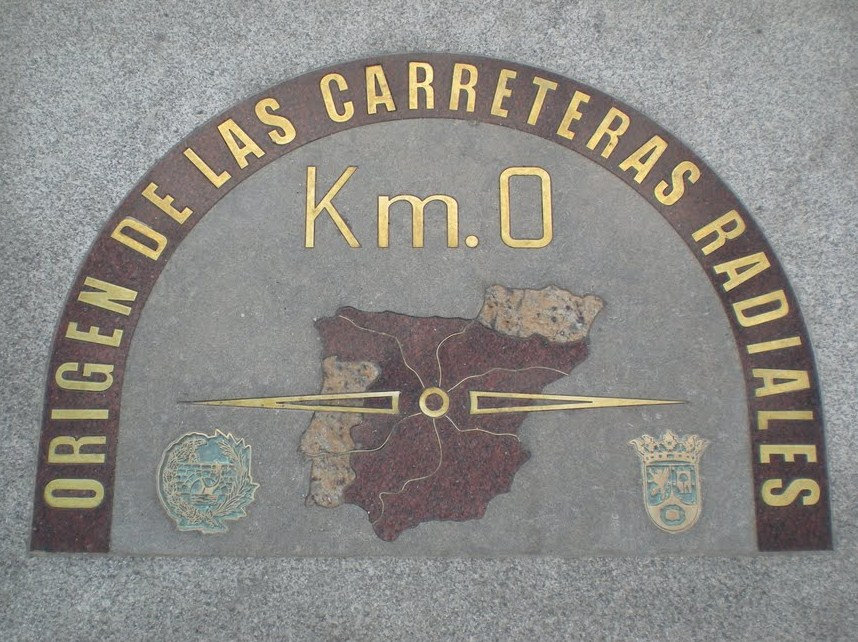
Il chilometro zero della Spagna a Puerta del Sol, Madrid.

Il chilometro zero (o meno comunemente punto zero) in geografia e topografia è un punto convenzionale a partire dal quale vengono misurate le distanze in chilometri in un dato paese. Questo punto è usualmente compreso nel territorio della capitale, anche se esiste un chilometro zero anche per le altre città e per le strade che non attraversano la capitale. 
Nell'antica Roma questa funzione era svolta dal Miliario aureo, posto nel Foro romano. Sarebbe stata questa circostanza, pare, a dare origine al detto secondo cui "tutte le strade portano a Roma".
Nei paesi di cultura e lingua anglosassone prende spesso il nome di Zero mile marker.

## Europa

### Danimarca
In Danimarca il chilometro zero è situato a Copenaghen sulla Rådhusplads.

### Francia

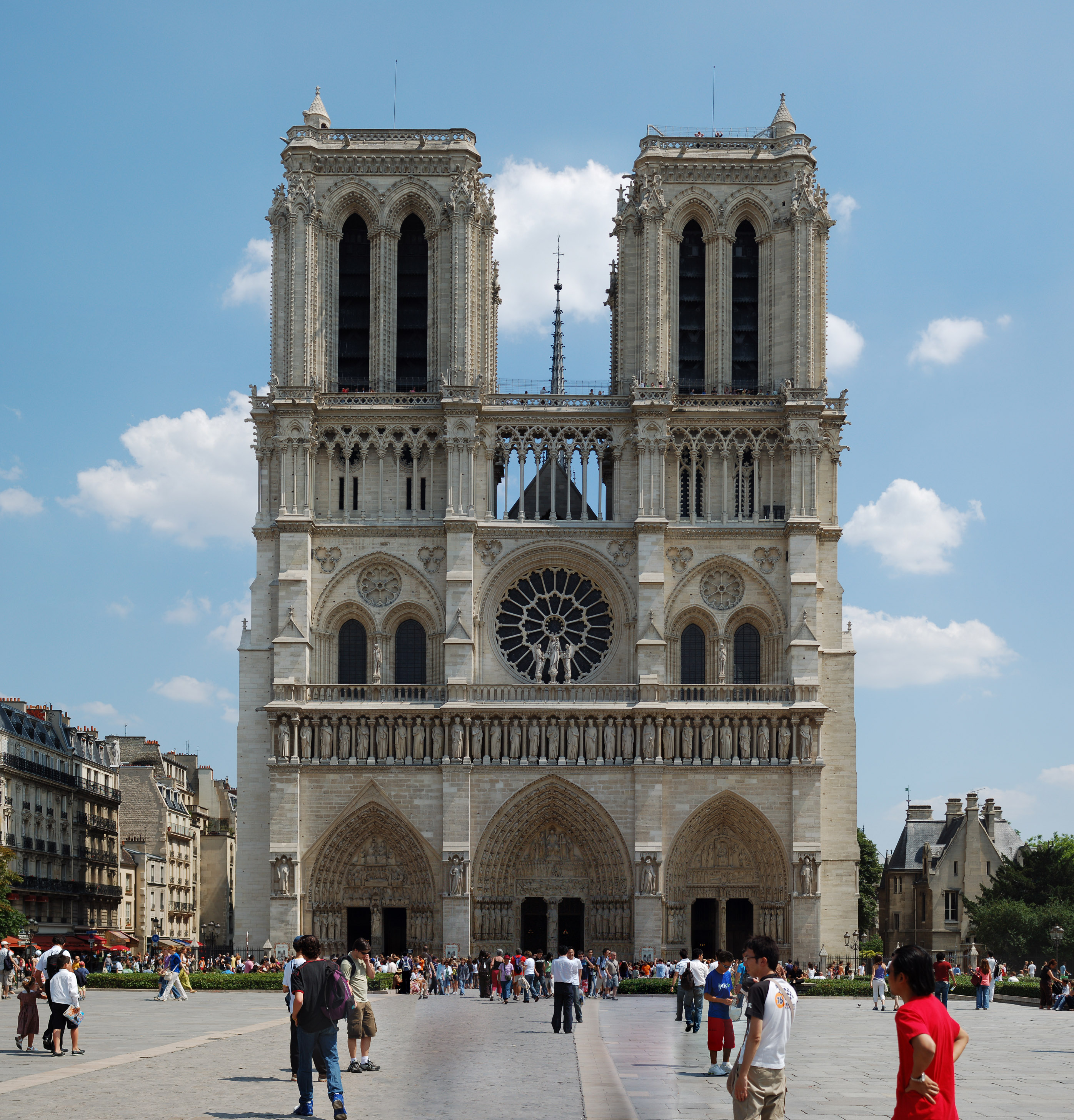
La piazza di Notre-Dame

In Francia il chilometro zero è situato a Parigi sulla piazza di Notre-Dame (dal 2006 «parvis Notre-Dame - place Jean Paul II»), dinanzi alla cattedrale di Notre-Dame. 48°51′12.24″N 2°20′55.68″E

### Grecia
In Grecia il chilometro zero è situato a Atene sulla piazza Syntagma.

### Italia

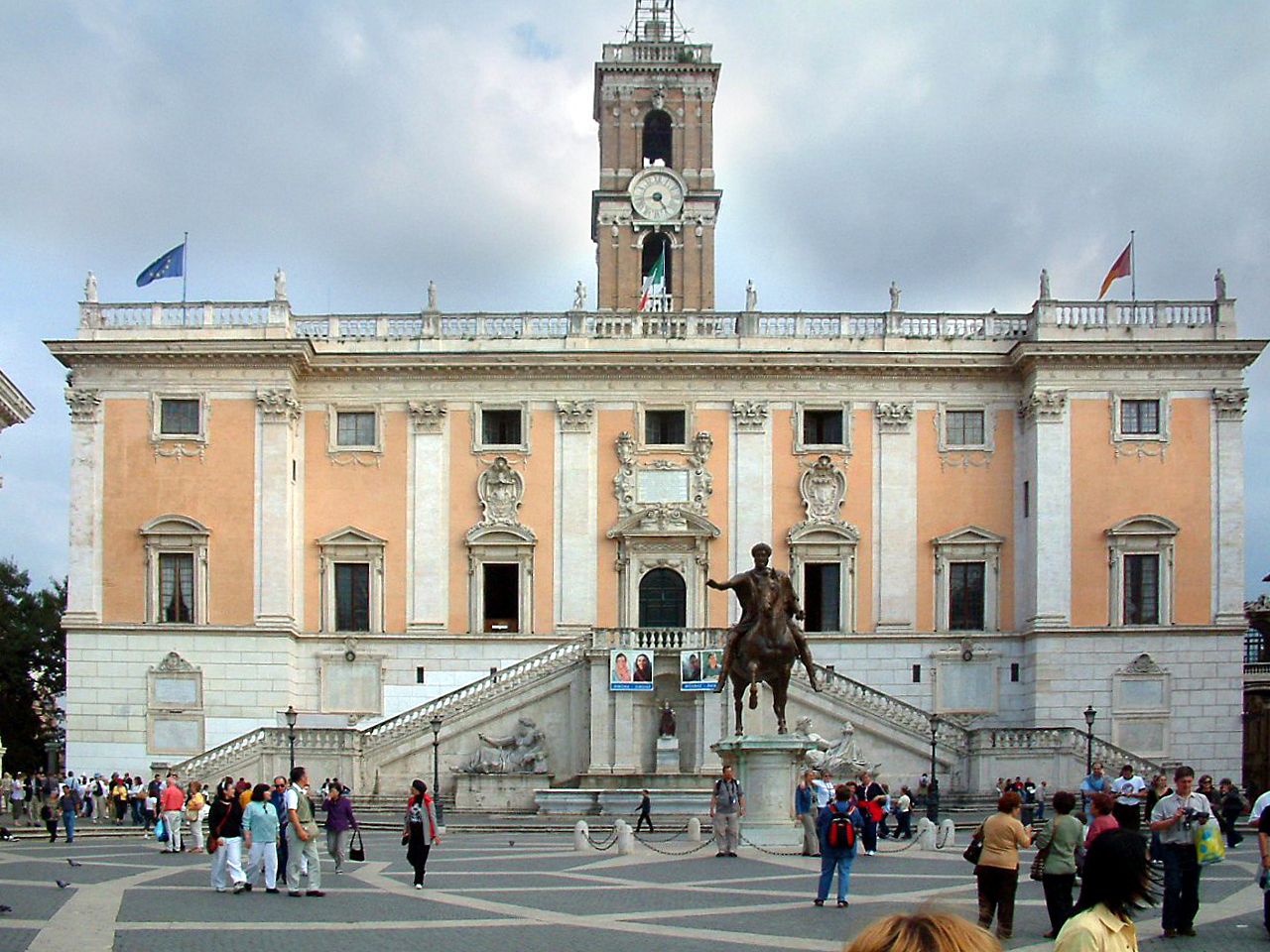
Piazza del Campidoglio

In Italia il chilometro zero è situato sul vertice del Campidoglio, a Roma.

### Polonia
In Polonia le distanze si misurano convenzionalmente dall'intersezione tra due delle principali arterie della capitale Varsavia, Aleje Jerozolimskie e Marszałkowska, vicino alla fermata della metropolitana denominata Centrum.

### Regno Unito
Originariamente le distanze da Londra di città quali Lewes erano misurate a partire dalla chiesa di St Mary-le-Bow. Oggi il chilometro zero, o meglio, miglio zero, perché nel Regno Unito il sistema metrico non è sempre usato a misurare le distanze, è considerato Charing Cross, nel distretto chiamato Città di Westminster.

### Romania
Il chilometro zero in Romania è contraddistinto da un monumento situato davanti alla chiesa di San Giorgio a Bucarest.

### Russia
La placca di bronzo recante il chilometro zero è situata a Mosca, davanti alla Porta della Resurrezione, in un punto che collega la Piazza Rossa alla Piazza Manežnaja affiancato al Museo statale di storia e al vecchio Municipio di Mosca.

### Slovacchia
La Slovacchia ha il suo chilometro zero a Bratislava sotto alla Porta di San Michele.

### Spagna

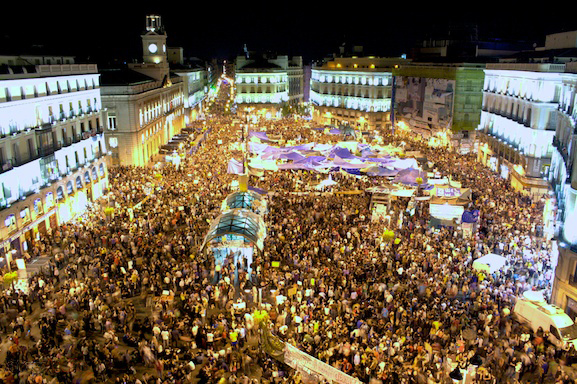
Puerta del Sol a Madrid durante le proteste avvenute nel 2011

In Spagna il Kilómetro Cero è situato al centro di Puerta del Sol a Madrid. La placca che segnala il chilometro zero fu riposizionata nel 2009 durante i lavori di ristrutturazione della piazza, dopo che nel 2002 era stata erroneamente posizionata ruotata di 180 gradi.

### Svezia
La Svezia ha il suo chilometro zero a Stoccolma prossimo alla statua del re Gustavo Adolfo nella piazza chiamata di lui, al nord del palazzo del Parlamento svedese.

### Svizzera

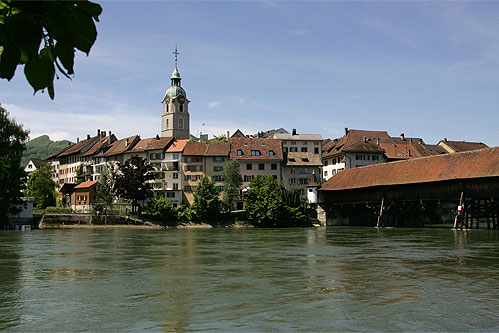
Olten

La Svizzera ha il suo chilometro zero ad Olten, poiché da qui vengono misurate le distanze nel sistema ferroviario svizzero.

### Ungheria
Il chilometro zero è segnalato a Budapest, capitale dell'Ungheria, da un monumento simboleggiante il numero "zero" e denominato Pietra del chilometro zero. Originariamente, il chilometro zero coincideva con la soglia del Castello di Buda. La città di Kecskemét ha anch'essa un chilometro zero nella piazza Kossuth.

## Africa

### Etiopia
Il chilometro zero in Etiopia è situato in piazza Menelik, ad Addis Abeba, davanti alla cattedrale di San Giorgio. Il punto esatto fu stabilito dall'Imperatore Hailé Selassié nel 1930.

### Madagascar

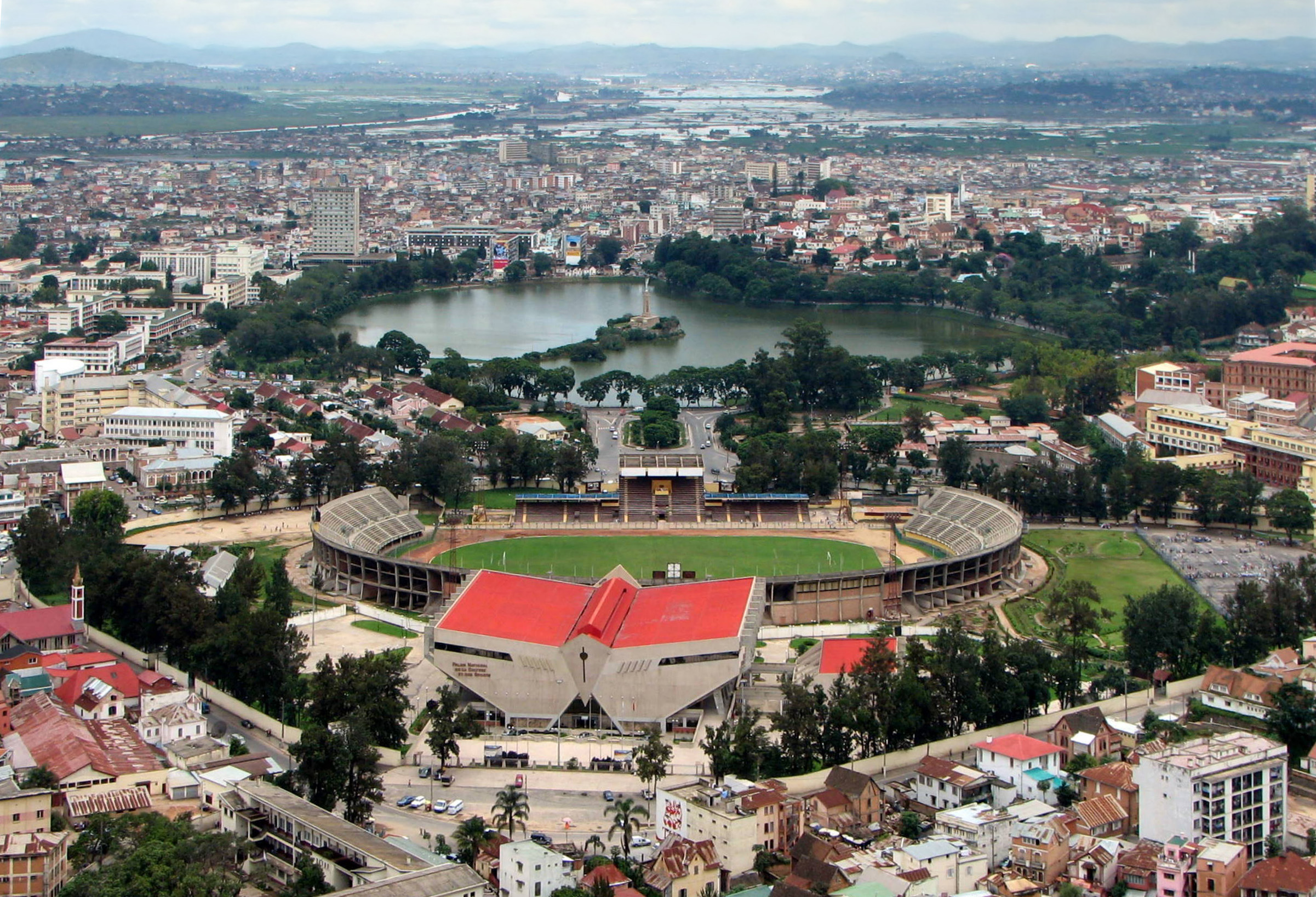
Lago Anosy

Il chilometro zero è localizzato ad Antananarivo nella piazza davanti alla stazione ferroviaria Soarano.

## Asia

### Cina

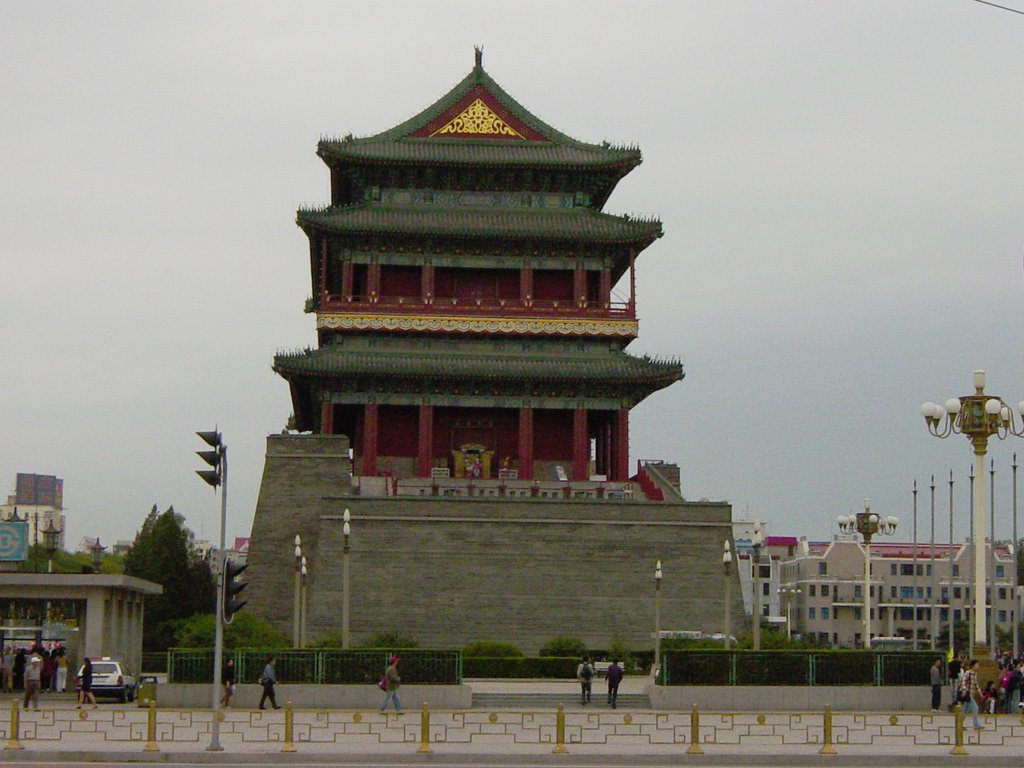
Torre Zhengyangmen.

In Cina il chilometro zero stradale è situato in piazza Tienanmen, appena oltre la torre Zhengyangmen.

### Corea del Sud
Seul, la capitale della Corea del Sud, ha il suo Doro Wonpyo al centro della cosiddetta "intersezione Gwanghwamun".

### India
In India le distanze si misurano idealmente a partire dal Raj Ghat, il memoriale al Mahatma Gandhi.

### Israele
A partire dal XX secolo il chilometro zero è considerata nella piazza della Porta di Giaffa, mentre ai tempi dell'Impero romano le distanze mi misuravano a partire dalla piazza della Porta di Damasco.

### Filippine
Il chilometro zero nelle Filippine è collocato in corrispondenza del monumento a José Rizal nell'omonimo parco di Manila.

### Giappone
Il chilometro zero in Giappone è situato a metà del Nihonbashi a Tokyo. Le distanze del sistema ferroviario giapponese sono misurate a partire dalla stazione di Tokyo.

### Malesia
In Malesia il chilometro zero è considerato l'ufficio postale della città di Johor Bahru, principale porta d'accesso per Singapore.

### Sri Lanka
In Sri Lanka, tutte le distanze da Colombo sono misurate dal Palazzo presidenziale.

### Taiwan
L'incrocio di Zhongxiao Road e Zhongshan Road a Taipei è considerato il punto da cui si misurano le distanze nello stato di Taiwan. (25°02′44.5″N 121°31′10.7″E)

### Thailandia
La Thailandia ha come chilometro zero stradale il Monumento alla Democrazia in thanon Ratchadamnoen.

## America settentrionale

### Canada
Il punto da cui vengono misurate le distanze della TransCanada Highway è situato a Victoria, all'estremità meridionale dell'isola di Vancouver.

### Cuba
Il chilometro Zero a Cuba è localizzato a L'Avana, nel punto denominato El Capitolio.

### Repubblica Dominicana
Il Chilometro zero è situato nel Parco dell'Indipendenza a Santo Domingo.

### Messico

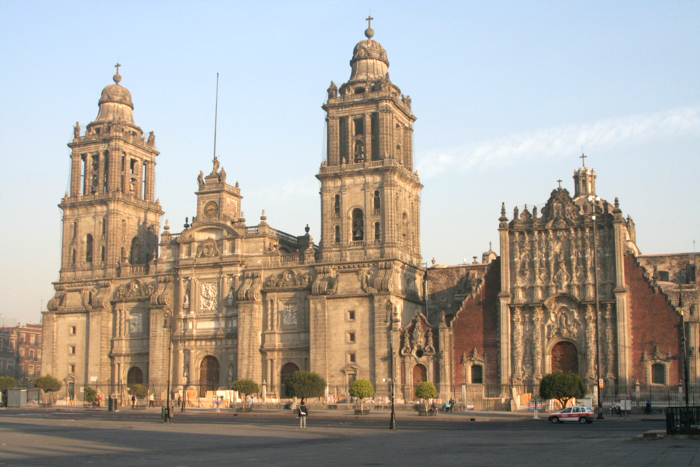
Cattedrale di Città del Messico

Il chilometro zero è situato vicino alla cattedrale di Città del Messico.

### Panama
Il chilometro zero panamense è situato sul ponte Martin Sosa sull'avenida Simón Bolívar a Panama.

### Stati Uniti
Negli Stati Uniti, in cui il sistema metrico è scarsamente adottato, non esiste un vero e proprio chilometro zero. Molti tendono comunque ad identificare questo punto ideale con lo Zero Milestone, situato a Washington, dal quale però vengono misurate ufficialmente solamente le distanze da un punto all'altro della città.

## America meridionale

### Argentina
L'Argentina considera il suo chilometre zero il monolita in Plaza del Congreso a Buenos Aires. Sulla parte occidentale del monumento è presente una placca in onore di José de San Martín.

### Cile

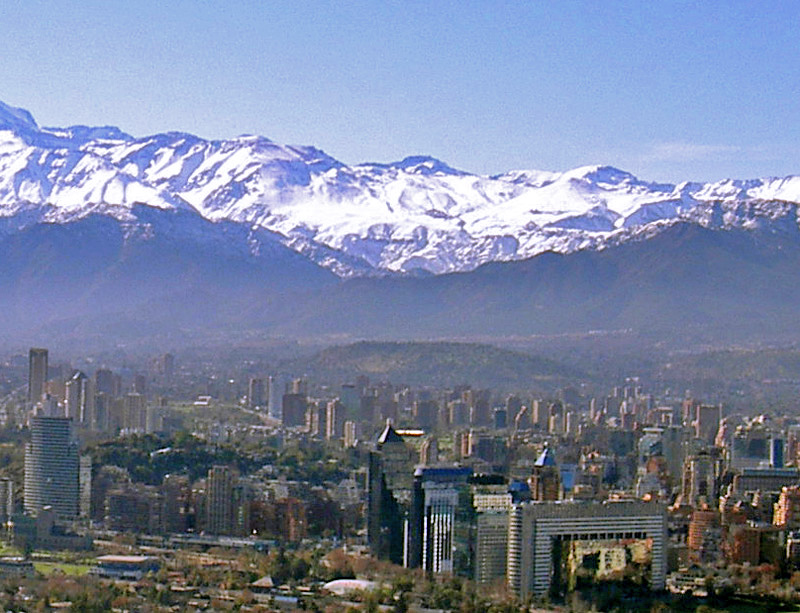
Panorama di Santiago con le Ande sullo sfondo

Tutte le distanze da Santiago del Cile sono misurate dalla placca posizionata in Plaza de Armas. (33°26′16.11″S 70°39′01.88″W)

#### Paraguay
Tutte le distanze da Asunción sono calibrate dalla targa posizionata davanti al Panteón Nacional de los Heróes.

### Uruguay
L'Uruguay ha il suo kilómetro cero alla Colonna della Pace, situata in Plaza de Cagancha a Montevideo.

## Oceania

### Australia
Nello stato del Nuovo Galles del Sud il chilometro zero è considerato l'obelisco in Macquarie Place a Sydney disegnato da Francis Greenway nel 1818.